# Grand Prix Węgier 2019
Grand Prix Węgier 2019, oficjalnie Formula 1 Rolex Magyar Magydíj 2019 – dwunasta runda eliminacji Mistrzostw Świata Formuły 1 w sezonie 2019. Grand Prix odbyło się w dniach 2–4 sierpnia 2019 roku na torze Hungaroring w Mogyoród.

## Lista startowa
| Nr | Kierowca           | Zespół                           | Samochód                      | Silnik           | Opony |
| -- | ------------------ | -------------------------------- | ----------------------------- | ---------------- | ----- |
| 3  | Daniel Ricciardo   | Renault F1 Team                  | Renault R.S.19                | Renault 1.6T V6  | P     |
| 4  | Lando Norris       | McLaren F1 Team                  | McLaren MCL34                 | Renault 1.6T V6  | P     |
| 5  | Sebastian Vettel   | Scuderia Ferrari Mission Winnow  | Ferrari SF90                  | Ferrari 1.6T V6  | P     |
| 7  | Kimi Räikkönen     | Alfa Romeo Racing                | Alfa Romeo C38                | Ferrari 1.6T V6  | P     |
| 8  | Romain Grosjean    | Rich Energy Haas F1 Team         | Haas VF-19                    | Ferrari 1.6T V6  | P     |
| 10 | Pierre Gasly       | Aston Martin Red Bull Racing     | Red Bull RB15                 | Honda 1.6T V6    | P     |
| 11 | Sergio Pérez       | SportPesa Racing Point F1 Team   | Racing Point RP19             | Mercedes 1.6T V6 | P     |
| 16 | Charles Leclerc    | Scuderia Ferrari Mission Winnow  | Ferrari SF90                  | Ferrari 1.6T V6  | P     |
| 18 | Lance Stroll       | SportPesa Racing Point F1 Team   | Racing Point RP19             | Mercedes 1.6T V6 | P     |
| 20 | Kevin Magnussen    | Rich Energy Haas F1 Team         | Haas VF-19                    | Ferrari 1.6T V6  | P     |
| 23 | Alexander Albon    | Red Bull Toro Rosso Honda        | Toro Rosso STR14              | Honda 1.6T V6    | P     |
| 26 | Daniił Kwiat       | Red Bull Toro Rosso Honda        | Toro Rosso STR14              | Honda 1.6T V6    | P     |
| 27 | Nico Hülkenberg    | Renault F1 Team                  | Renault R.S.19                | Renault 1.6T V6  | P     |
| 33 | Max Verstappen     | Aston Martin Red Bull Racing     | Red Bull RB15                 | Honda 1.6T V6    | P     |
| 44 | Lewis Hamilton     | Mercedes-AMG Petronas Motorsport | Mercedes AMG F1 W10 EQ Power+ | Mercedes 1.6T V6 | P     |
| 55 | Carlos Sainz Jr.   | McLaren F1 Team                  | McLaren MCL34                 | Renault 1.6T V6  | P     |
| 63 | George Russell     | ROKiT Williams Racing            | Williams FW42                 | Mercedes 1.6T V6 | P     |
| 77 | Valtteri Bottas    | Mercedes-AMG Petronas Motorsport | Mercedes AMG F1 W10 EQ Power+ | Mercedes 1.6T V6 | P     |
| 88 | Robert Kubica      | ROKiT Williams Racing            | Williams FW42                 | Mercedes 1.6T V6 | P     |
| 99 | Antonio Giovinazzi | Alfa Romeo Racing                | Alfa Romeo C38                | Ferrari 1.6T V6  | P     |
| Nr | Kierowca           | Zespół                           | Samochód                      | Silnik           | Opony |

## Wyniki

### Sesje treningowe
Źródło: formula1.com
| Sesja | Nr | Kierowca       | Konstruktor | Czas     | Okr. |
| ----- | -- | -------------- | ----------- | -------- | ---- |
| 1     | 44 | Lewis Hamilton | Mercedes    | 1:17,233 | 41   |
| 2     | 10 | Pierre Gasly   | Red Bull    | 1:17,854 | 16   |
| 3     | 44 | Lewis Hamilton | Mercedes    | 1:16,084 | 21   |

### Kwalifikacje
Źródło: formula1.com
| P                    | Nr | Kierowca           | Konstruktor  | Czasy w kwalifikacjach | Czasy w kwalifikacjach | Czasy w kwalifikacjach | Poz. s. |
| P                    | Nr | Kierowca           | Konstruktor  | Q1                     | Q2                     | Q3                     | Poz. s. |
| -------------------- | -- | ------------------ | ------------ | ---------------------- | ---------------------- | ---------------------- | ------- |
| 1                    | 33 | Max Verstappen     | Red Bull     | 1:15,817               | 1:15,573               | 1:14,572               | 1       |
| 2                    | 77 | Valtteri Bottas    | Mercedes     | 1:16,078               | 1:15,669               | 1:14,590               | 2       |
| 3                    | 44 | Lewis Hamilton     | Mercedes     | 1:16,068               | 1:15,548               | 1:14,769               | 3       |
| 4                    | 16 | Charles Leclerc    | Ferrari      | 1:16,337               | 1:15,792               | 1:15,043               | 4       |
| 5                    | 5  | Sebastian Vettel   | Ferrari      | 1:16,452               | 1:15,885               | 1:15,071               | 5       |
| 6                    | 10 | Pierre Gasly       | Red Bull     | 1:16,716               | 1:16,393               | 1:15,450               | 6       |
| 7                    | 4  | Lando Norris       | McLaren      | 1:16,697               | 1:16,060               | 1:15,800               | 7       |
| 8                    | 55 | Carlos Sainz Jr.   | McLaren      | 1:16,493               | 1:16,308               | 1:15,852               | 8       |
| 9                    | 8  | Romain Grosjean    | Haas         | 1:16,978               | 1:16,319               | 1:16,013               | 9       |
| 10                   | 7  | Kimi Räikkönen     | Alfa Romeo   | 1:16,506               | 1:16,518               | 1:16,041               | 10      |
| 11                   | 27 | Nico Hülkenberg    | Renault      | 1:16,790               | 1:16,565               |                        | 11      |
| 12                   | 23 | Alexander Albon    | Toro Rosso   | 1:16,912               | 1:16,687               |                        | 12      |
| 13                   | 26 | Daniił Kwiat       | Toro Rosso   | 1:16,750               | 1:16,692               |                        | 13      |
| 14                   | 99 | Antonio Giovinazzi | Alfa Romeo   | 1:16,894               | 1:16,804               |                        | 171     |
| 15                   | 20 | Kevin Magnussen    | Haas         | 1:16,122               | 1:17,081               |                        | 14      |
| 16                   | 63 | George Russell     | Williams     | 1:17,031               |                        |                        | 15      |
| 17                   | 11 | Sergio Pérez       | Racing Point | 1:17,109               |                        |                        | 16      |
| 18                   | 3  | Daniel Ricciardo   | Renault      | 1:17,257               |                        |                        | 202     |
| 19                   | 18 | Lance Stroll       | Racing Point | 1:17,542               |                        |                        | 18      |
| 20                   | 88 | Robert Kubica      | Williams     | 1:18,324               |                        |                        | 19      |
| 107% czasu: 1:21,124 |    |                    |              |                        |                        |                        |         |

Uwagi
- 1 — Antonio Giovinazzi został cofnięty o 3 pozycje za zablokowanie Lance'a Strolla w Q1
- 2 — Daniel Ricciardo  został cofnięty na koniec stawki za wymianę elementów silnika ponad regulaminowy limit

### Wyścig
Źródło: formula1.com
| P  | Nr | Kierowca           | Konstruktor  | Okr. | Czas                | Start | Punkty |
| -- | -- | ------------------ | ------------ | ---- | ------------------- | ----- | ------ |
| 1  | 44 | Lewis Hamilton     | Mercedes     | 70   | 1:35:03,796         | 3     | 25     |
| 2  | 33 | Max Verstappen     | Red Bull     | 70   | +17,796             | 1     | 191    |
| 3  | 5  | Sebastian Vettel   | Ferrari      | 70   | +1:01,433           | 5     | 15     |
| 4  | 16 | Charles Leclerc    | Ferrari      | 70   | +1:05,250           | 4     | 12     |
| 5  | 55 | Carlos Sainz Jr.   | McLaren      | 69   | +1 okrążenie        | 8     | 10     |
| 6  | 10 | Pierre Gasly       | Red Bull     | 69   | +1 okrążenie        | 6     | 8      |
| 7  | 7  | Kimi Räikkönen     | Alfa Romeo   | 69   | +1 okrążenie        | 10    | 6      |
| 8  | 77 | Valtteri Bottas    | Mercedes     | 69   | +1 okrążenie        | 2     | 4      |
| 9  | 4  | Lando Norris       | McLaren      | 69   | +1 okrążenie        | 7     | 2      |
| 10 | 23 | Alexander Albon    | Toro Rosso   | 69   | +1 okrążenie        | 12    | 1      |
| 11 | 11 | Sergio Pérez       | Racing Point | 69   | +1 okrążenie        | 16    |        |
| 12 | 27 | Nico Hülkenberg    | Renault      | 69   | +1 okrążenie        | 11    |        |
| 13 | 20 | Kevin Magnussen    | Haas         | 69   | +1 okrążenie        | 14    |        |
| 14 | 3  | Daniel Ricciardo   | Renault      | 69   | +1 okrążenie        | 20    |        |
| 15 | 26 | Daniił Kwiat       | Toro Rosso   | 68   | +2 okrążenia        | 13    |        |
| 16 | 63 | George Russell     | Williams     | 68   | +2 okrążenia        | 15    |        |
| 17 | 18 | Lance Stroll       | Racing Point | 68   | +2 okrążenia        | 18    |        |
| 18 | 99 | Antonio Giovinazzi | Alfa Romeo   | 68   | +2 okrążenia        | 17    |        |
| 19 | 88 | Robert Kubica      | Williams     | 67   | +3 okrążenia        | 19    |        |
| NS | 8  | Romain Grosjean    | Haas         | 49   | NU (ciśnienie wody) | 9     |        |

Uwagi
- 1 — Jeden dodatkowy punkt jest przyznawany kierowcy, który ustanowił najszybsze okrążenie w wyścigu, pod warunkiem, że ukończył wyścig w pierwszej 10

### Najszybsze okrążenie
Źródło: formula1.com
| Nr | Kierowca       | Konstruktor | Czas     | Okr. |
| -- | -------------- | ----------- | -------- | ---- |
| 33 | Max Verstappen | Red Bull    | 1:16,645 | 69   |

## Klasyfikacja po wyścigu

### Kierowcy
| P  | +/− | Kierowca           | Starty | Punkty | P1 | P2 | P3 | PP | NO | NS |
| -- | --- | ------------------ | ------ | ------ | -- | -- | -- | -- | -- | -- |
| 1  | 0   | Lewis Hamilton     | 12     | 250    | 8  | 2  | –  | 4  | 2  | –  |
| 2  | 0   | Valtteri Bottas    | 12     | 188    | 2  | 5  | 2  | 4  | 2  | 1  |
| 3  | 0   | Max Verstappen     | 12     | 181    | 2  | 1  | 2  | 1  | 3  | –  |
| 4  | 0   | Sebastian Vettel   | 12     | 156    | –  | 3  | 3  | 1  | 1  | –  |
| 5  | 0   | Charles Leclerc    | 12     | 132    | –  | 1  | 4  | 2  | 2  | 2  |
| 6  | 0   | Pierre Gasly       | 12     | 63     | –  | –  | –  | –  | 2  | 1  |
| 7  | 0   | Carlos Sainz Jr.   | 12     | 58     | –  | –  | –  | –  | –  | 1  |
| 8  | +1  | Kimi Räikkönen     | 12     | 31     | –  | –  | –  | –  | –  | –  |
| 9  | −1  | Daniił Kwiat       | 12     | 27     | –  | –  | 1  | –  | –  | 2  |
| 10 | +1  | Lando Norris       | 12     | 24     | –  | –  | –  | –  | –  | 3  |
| 11 | −1  | Daniel Ricciardo   | 12     | 22     | –  | –  | –  | –  | –  | 3  |
| 12 | 0   | Lance Stroll       | 12     | 18     | –  | –  | –  | –  | –  | 1  |
| 13 | 0   | Kevin Magnussen    | 12     | 18     | –  | –  | –  | –  | –  | 1  |
| 14 | 0   | Nico Hülkenberg    | 12     | 17     | –  | –  | –  | –  | –  | 2  |
| 15 | 0   | Alexander Albon    | 12     | 16     | –  | –  | –  | –  | –  | 1  |
| 16 | 0   | Sergio Pérez       | 12     | 13     | –  | –  | –  | –  | –  | 1  |
| 17 | 0   | Romain Grosjean    | 12     | 8      | –  | –  | –  | –  | –  | 6  |
| 18 | 0   | Antonio Giovinazzi | 12     | 1      | –  | –  | –  | –  | –  | 1  |
| 19 | 0   | Robert Kubica      | 12     | 1      | –  | –  | –  | –  | –  | –  |
| 20 | 0   | George Russell     | 12     | 0      | –  | –  | –  | –  | –  | –  |
| P  | +/− | Kierowca           | Starty | Punkty | P1 | P2 | P3 | PP | NO | NS |

### Konstruktorzy
| P  | +/− | Konstruktor               | Starty | Punkty | P1 | P2 | P3 | PP | NO | NS |
| -- | --- | ------------------------- | ------ | ------ | -- | -- | -- | -- | -- | -- |
| 1  | 0   | Mercedes                  | 24     | 438    | 10 | 7  | 2  | 8  | 4  | 1  |
| 2  | 0   | Ferrari                   | 24     | 288    | –  | 4  | 7  | 3  | 3  | 2  |
| 3  | 0   | Red Bull Racing-Honda     | 24     | 244    | 2  | 1  | 2  | 1  | 5  | 1  |
| 4  | 0   | McLaren-Renault           | 24     | 82     | –  | –  | –  | –  | –  | 4  |
| 5  | 0   | Scuderia Toro Rosso-Honda | 24     | 43     | –  | –  | 1  | –  | –  | 3  |
| 6  | 0   | Renault                   | 24     | 39     | –  | –  | –  | –  | –  | 5  |
| 7  | +2  | Alfa Romeo Racing-Ferrari | 24     | 32     | –  | –  | –  | –  | –  | 1  |
| 8  | −1  | Racing Point-BWT Mercedes | 24     | 31     | –  | –  | –  | –  | –  | 2  |
| 9  | −1  | Haas-Ferrari              | 24     | 26     | –  | –  | –  | –  | –  | 7  |
| 10 | 0   | Williams-Mercedes         | 24     | 1      | –  | –  | –  | –  | –  | –  |
| P  | +/− | Konstruktor               | Starty | Punkty | P1 | P2 | P3 | PP | NO | NS |